# Centralna Szkoła Prawnicza
Centralna Szkoła Prawnicza im. Teodora Duracza w Warszawie (CSP, od 1950 r. Wyższa Szkoła Prawnicza im. Teodora Duracza w Warszawie), pot. Duraczówka) – stalinowska szkoła prawnicza funkcjonująca w latach 1948–1953, utworzona zarządzeniem ministra sprawiedliwości z dnia 14 maja 1948.

## Historia
Placówka ta zapewniała dalszą edukację absolwentom tzw. średnich szkół prawniczych, które przyuczały do wykonywania zawodów prawniczych osoby cieszące się zaufaniem ówczesnych władz. CSP oraz tzw. średnie szkoły prawnicze miały w szybkim tempie wykształcić nowe kadry dla wymiaru sprawiedliwości.
Uczniami Centralnej Szkoły Prawniczej mogły być osoby skierowane przez zarządy centralne partii politycznych, związków zawodowych lub organizacji społecznych w wieku od 21 do 40 lat, posiadające co najmniej wykształcenie licealne. Od tego ostatniego wymogu kandydatów mógł zwolnić minister sprawiedliwości. W ciągu dwuletniego cyklu nauczania uczniowie, jak stanowił statut szkoły, mieli zdobyć wykształcenie teoretyczne i praktyczne umożliwiające im pełnienie stanowisk sędziowskich i prokuratorskich.
Szkoła stanowić miała przeciwwagę dla uniwersyteckich wydziałów prawa, w związku z niewielkim zaufaniem władz komunistycznych (m.in. w resorcie sprawiedliwości) wobec przedwojennych wykładowców. W latach 1950-1952 trwał spór między resortami sprawiedliwości i szkolnictwa wyższego o charakter nauczania i potrzebę istnienia szkoły, który dotyczył m.in. kwestii zrównania wartości dyplomu w Duraczówce z dyplomem ukończenia uniwersyteckich studiów I stopnia.
W roku akademickim 1950/1951 Wyższa Szkoła Prawnicza prowadziła nauczanie w trybie zaocznym. Wobec problemów z organizacją tego toku nauczania, całą administrację toku zaocznego (wraz ze studentami) przeniesiono na Wydział Prawa Uniwersytetu Warszawskiego.
W latach 1948–1950 dyrektorem Centralnej Szkoły Prawniczej im. T. Duracza w Warszawie był Igor Andrejew. W latach 1950-1951 funkcję tę (od połowy 1950 r. w randze rektora) pełnił Marian Muszkat, zaś od 1951 r. do końca istnienia WSP - Gustaw Auscaler.
Od 1950 Centralna Szkoła Prawnicza funkcjonowała jako Wyższa Szkoła Prawnicza imienia Teodora Duracza, a następnie od 1953 jako Ośrodek Doskonalenia Kadr Sędziowskich i Prokuratorskich.